# Peter Larsson (sciatore)
Peter Mathias Larsson (Luleå, 10 novembre 1978) è un allenatore di sci nordico ed ex fondista svedese.

## Biografia

### Carriera sciistica
In Coppa del Mondo esordì il 27 dicembre 1999 a Engelberg (74°), ottenne il primo podio il 27 dicembre 2001 a Garmisch-Partenkirchen (3°) e la prima vittoria il 26 ottobre 2002 a Düsseldorf. In questa località ottenne tutte le sette vittorie della sua carriera, in altrettante sprint a tecnica libera (quattro individuali, tre a squadre).
In carriera prese parte a due edizioni dei Giochi olimpici invernali, Salt Lake City 2002 (squalificato nella sprint) e Torino 2006 (13° nella sprint), e a una dei Campionati mondiali, Val di Fiemme 2003 (17° nella sprint).

### Carriera da allenatore
Ritiratosi nel novembre del 2009, è stato immediatamente assoldato dalla nazionale canadese quale allenatore della squadra di sprint.

## Palmarès

### Coppa del Mondo
- Miglior piazzamento in classifica generale: 12º nel 2006
- 13 podi (9 individuali, 4 a squadre[2]):
  - 7 vittorie (4 individuali, 3 a squadre)
  - 5 secondi posti (4 individuali, 1 a squadre)
  - 1 terzo posto (individuale)

#### Coppa del Mondo - vittorie
| Data            | Località   | Nazione  | Spec.                           |
| --------------- | ---------- | -------- | ------------------------------- |
| 26 ottobre 2002 | Düsseldorf | Germania | SP TL                           |
| 25 ottobre 2003 | Düsseldorf | Germania | SP TL                           |
| 26 ottobre 2003 | Düsseldorf | Germania | SP TL (con Thobias Fredriksson) |
| 23 ottobre 2004 | Düsseldorf | Germania | SP TL                           |
| 22 ottobre 2005 | Düsseldorf | Germania | SP TL                           |
| 29 ottobre 2006 | Düsseldorf | Germania | SP TL (con Björn Lind)          |
| 28 ottobre 2007 | Düsseldorf | Germania | SP TL (con Thobias Fredriksson) |

Legenda:

TL = tecnica libera

TS = sprint a squadre